# Erik Bladström
Erik Bladström, född 29 mars 1918, död 21 maj 1998, var en svensk kanotist från Västervik. Han blev olympisk guldmedaljör i Berlin 1936.
Erik Bladström började paddla kanot som 14-åring. Efter sex år i den svenska folkskolan började han arbeta som bagarlärling i Tage Svenssons bageri. Efter 12 timmars degknådande paddlade han kanot flera timmar om dagen. 1932 köpte han sin första kanot för 40 kronor som han lånade av en annan bagarlärling. Året därpå gick han med i Westerviks kanotklubb och blev redan som 15-åring kanotklubbens bäste junior. På SM försommaren 1936 blev Erik Bladström och hans lagkamrat Sven ”Mannen” Johansson tvåa och fick då chansen att ställa upp i OS.
Vintern före OS 1936 bestämde Tyskland att faltbåt skulle stå på programmet. Faltbåt är en hopfällbar kanot som består av en gummiduk på en stomme av träribbor. Kanotförbundet i Sverige köpte in två faltbåtar inför tävlingen. En av dem kom till Västervik i juni 1936, en dryg månad före OS. För att Erik Bladström och Sven Johansson skulle kunna fälla upp kanoten fick de skicka efter en bruksanvisning.
Alla väntade sig att Tyskland skulle vinna tävlingen, men de två svenskarna bestämde sig för ett försök.  15 gånger hann de träna i faltbåten innan de åkte till Tyskland.
7 augusti 1936 gick 10 000-metersloppet i faltbåt på sjön Grünau i Berlins utkant.
Svenskarna och tyskarna låg länge jämsides i loppet men 50 meter före mål drog svenskarna ifrån och vann med tiden 45.48,9. Tyskarna kom tvåa med 45.49.2 och Holland kom trea med 46.12,4. Det var Sveriges första olympiska guld i kanot. 
Erik trodde själv att en bidragande orsak till framgången var hans starka armmuskler. Att knåda deg till 500 limpor om dagen för hand gav resultat.
1938 ställde Erik Bladström och Sven Johannsson upp i faltbåt i VM i Vaxholm och blev då tvåa.
Efter några år som bagarlärling och bagare drev han ett eget bageri.  1951 började han arbeta på Westerviks pappersbruk, där han arbetade ända fram till sin pension med undantag för några år på Figeholms pappersbruk.  1965 blev han arbetsledare.
Erik Bladström tränade sin kropp under hela sitt liv. Förutom att paddla kanot åkte han även skidor och simmade. Ända fram till sin död gjorde han en timmes morgongymnastik varje dag med 100 knäböjningar och han simmade 1000 meter flera gånger i veckan.
Bladström är Stor grabb nummer 20 på Svenska Kanotförbundets lista över mottagare för utmärkelsen Stor kanotist.